# Сучич, Лука
Лу́ка Су́чич (хорв. Luka Sučić; родился 8 сентября 2002, Линц) — хорватский футболист, полузащитник клуба «Реал Сосьедад» и сборной Хорватии. Участник чемпионата Европы 2024.

## Клубная карьера
Уроженец Линца, Сучич выступал за футбольные академии австрийских клубов «Алькофен» и «Унион Эдельвайс Линц», а в 2016 году стал игроком молодёжной команды клуба «Ред Булл Зальцбург». В июле 2020 года подписал с клубом профессиональный контракт до 2024 года. 9 сентября 2020 года дебютировал в основном составе «Зальцбурга» в матче Кубка Австрии против «Брегенца». 13 сентября 2020 года дебютировал в австрийской Бундеслиге в матче против «Вольфсберга», сделав голевую передачу на Секу Койта.

## Карьера в сборной
Выступал за сборные Хорватии до 15, до 16, до 17, до 19 лет и до 21 года.
11 октября 2021 года дебютировал за главную сборную Хорватии в матче против сборной Словакии.

## Достижения
- Орден Хорватской звезды с ликом Франьо Бучара (15 ноября 2023 года)[5].